# Christoph Schmitz (Gewerkschafter)

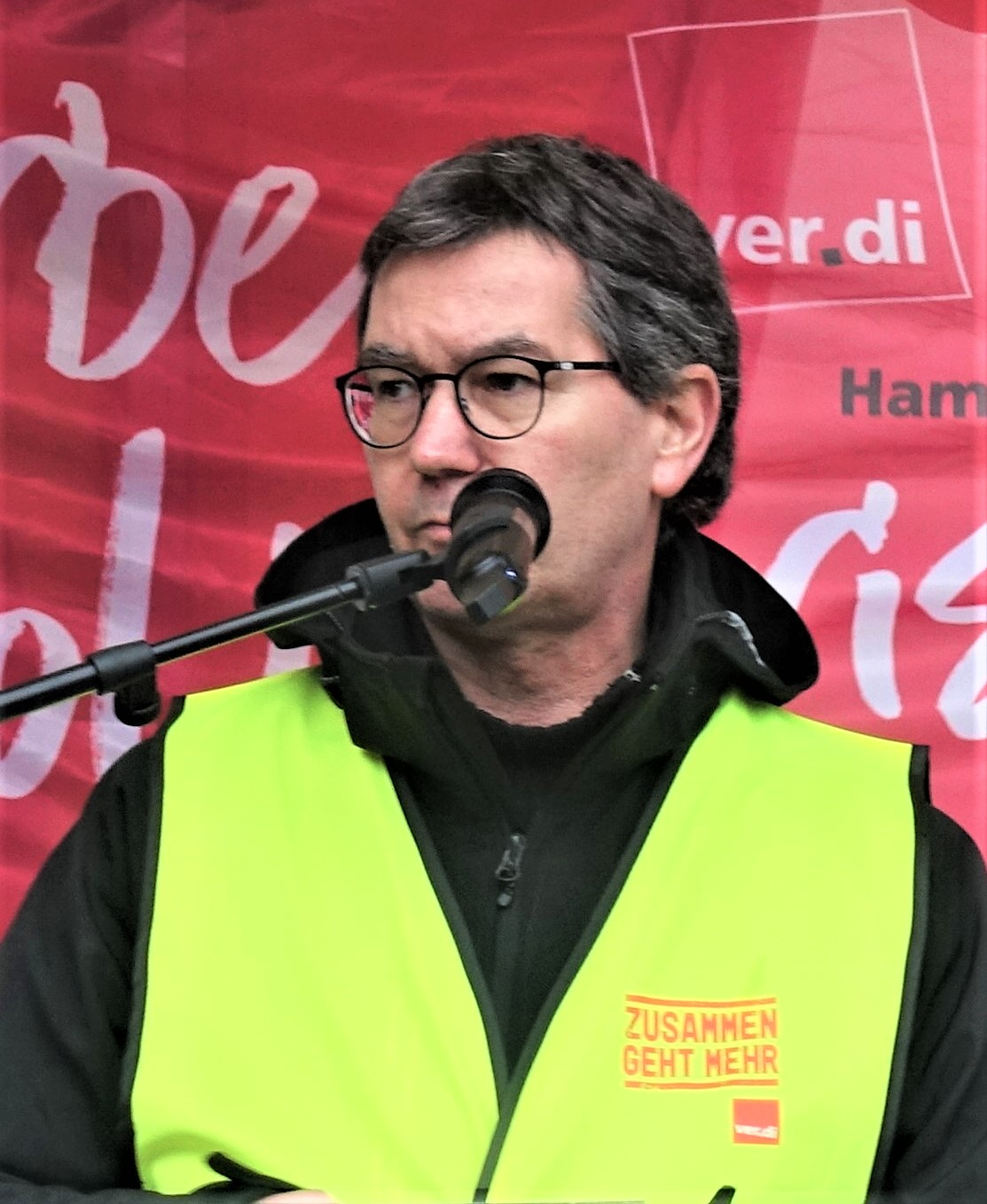
Christoph Schmitz-Dethlefsen bei einer Streikkundgebung 2023 in Hamburg

Christoph Schmitz-Dethlefsen (* 26. Oktober 1965 in Kevelaer) ist ein deutscher Gewerkschafter und Journalist. Seit 2019 ist er Mitglied des Bundesvorstands der Vereinten Dienstleistungsgewerkschaft (ver.di).

## Leben und Wirken
Nach dem Abitur 1984 am Kardinal-von-Galen-Gymnasium in seinem Geburtsort und Grundwehrdienst bis 1985 begann er ein Studium. Von 1985 bis 1991 studierte er  Germanistik, Musikwissenschaft, mittlere und neuere Geschichte an der Universität Köln mit dem Abschluss Magister artium.
Während des Studiums von Juni 1987 bis September 1991 übte er eine freie journalistische Tätigkeit bei der Rheinische Post in Geldern aus und danach bis 1993 absolvierte er ein Zeitungsvolontariat bei der  Rheinischen Post in Düsseldorf. Anschließend war er bei dieser Zeitung Tageszeitungsredakteur (lokal, regional, Politische Nachrichten, Parlamentsredaktion Berlin). Von 2001 bis 2006 war er Redakteur und Chefreporter (ab 2004) bei der Bild-Zeitung im Hauptstadtbüro Berlin, dann von 2006 bis 2009 Pressesprecher und Leiter der Pressestelle der Bundestagsfraktion Bündnis 90/Die Grünen. Anschließend war er bis 2015 Pressesprecher und Leiter der Pressestelle der ver.di-Bundesverwaltung, von 2015 bis 2019  leitete er den Bereich Grundsatz  als Gewerkschaftssekretär des  Bundesvorstands und war im Wesentlichen für dessen inhaltliche und organisatorische Arbeit verantwortlich.
Beim Bundeskongress 2019 in Leipzig wurde er mit 96,6 Prozent der Stimmen in den Bundesvorstand gewählt. Er ist dort der Leiter für die Fachbereiche Finanzdienstleistungen, Medien, Kunst und Industrie, Telekommunikation/IT, Ver- und Entsorgung sowie für die Personengruppen Selbständige und Meister, Techniker, Ingenieure.
Er ist Mitglied der Partei Bündnis 90/Die Grünen.

## Veröffentlichungen
- Christoph Schmitz: Warum die Grünen der Mehrheit die Angst vor Veränderung nehmen müssen, in: Michael Wedell/Georg Milde (Hg.): Avantgarde oder angepasst? Die Grünen – eine Bestandsaufnahme, Berlin 2020, S. 248–256, ISBN 978-3-96289-095-7
- Christoph Schmitz: Die demokratiepolitische Agenda der Guten Arbeit, in: Christoph Schmitz/Hans-Jürgen Urban (Hg.): Demokratie in der Arbeit – Eine vergessene Dimension der Arbeitspolitik? (Jahrbuch Gute Arbeit, Ausgabe 2021), Frankfurt/Main 2021, S. 47–60, ISBN 978-3-7663-6917-8